# Gmina Szkodra
Gmina Szkodra (alb. Bashkia Shkodër) – gmina miejska, położona w północno-zachodniej części kraju. Administracyjnie należy do okręgu Szkodra w obwodzie Szkodra. Swoim zasięgiem obejmuje miasto Szkodra oraz przylegające do niego przedmieścia W 2012 roku populacja wynosiła 114219 mieszkańców.